# Joseph Lucas (Geistlicher)
Joseph Lucas SAC (* 14. Dezember 1875 in Denzen; † 20. März 1949 im Missionshaus in Limburg an der Lahn) war ein deutscher römisch-katholischer Geistlicher und Verfasser zahlreicher religiöser Bücher und Schriften.

## Leben
Der Sohn von Paul Lucas, Landwirt, und Katharina Lucas, geborene Hammel trat 1894 als Schüler ins Studienheim der Pallottiner in Ehrenbreitstein ein. Er legte 1901 die Ewige Profess als Pallottiner ab. Nach der Priesterweihe 1901 in Limburg an der Lahn war er von 1901 bis 1915 Lehrer für den Priesternachwuchs der Pallottiner in Koblenz-Ehrenbreitstein und Vallendar. Im Ersten Weltkrieg war er  Lazarettgeistlicher im Garnisonslazarett Koblenz. Von 1919 bis 1939 war er im Missionshaus in Limburg tätig.

## Schriften (Auswahl)
- Die Reichtümer des göttlichen Herzens Jesu. Gedanken und Erwägungen zur Herz-Jesu-Litanei. Limburg 1920, OCLC 77603784.
- An der Mutter Hand. Gedanken und Anregungen zur Marienverehrung. Limburg 1921, OCLC 83742107.
- So komme ich voran. Ratschläge zur Selbsterziehung. Limburg 1922, OCLC 73546878.
- Leben mit Jesus. Winke für die Auswertung der hl. Eucharistie im Dienste der Selbsterziehung. Limburg 1922, OCLC 1255598971.